# روبي بيكيت (لاعب دوري الرغبي)
روبي بيكيت (بالإنجليزية: Robbie Beckett)‏ هو لاعب دوري الرغبي أسترالي، ولد في 14 أغسطس 1972.